# Solitary Experiments
Solitary Experiments est un groupe allemand de futurepop, originaire de Francfort-sur-le-Main. Il est sous contrat avec Out of Line Music.

## Histoire
L'histoire du groupe commence en 1993 avec un Amiga 500 et un synthétiseur Kawai K4. Michael Thielemann et Dennis Schober, qui se sont rencontrés en 1992, expérimentent avec cet équipement sous le nom de Plague. Un an plus tard, en 1994, la création du projet Solitary Experiments est déjà décidée.
La première bande démo Risque De Choc Electrique sort en 1996, avec la participation de la chanteuse Dana Apitz. La même année, la chanson Dein Fleisch est également publiée pour la première fois officiellement sur la compilation Electronic Future Compilation Vol. 1. À leurs débuts, leurs sorties sont promues par les « trois grands » magazines allemands de l'époque (Zillo, Sonic Seducer et Orkus).
Le groupe acquiert ses premières expériences de concert et programme d'autres morceaux, ce qui conduit à l'enregistrement de la deuxième démo Death in Small Doses en 1998. Dana Apitz quitte ensuite le groupe. Le claviériste Steve Graeber le remplace. D'autres publications de chansons individuelles suivent, ainsi que le premier concert de la formation à l'étranger. La notoriété croissante du groupe lui permet finalement de signer un contrat avec le label Maschinenwelt en 1999, qui réalise la même année la sortie du premier album Final Approach. S'ensuivent de nombreuses autres sorties dont la dernière en date, Transcendent, en 2022, qui atteint la 35e place des charts allemands. Entretemps, en 2014, le groupe sort sa compilation spéciale 20 ans, The 20th Anniversary Compilation, et spéciale 25 ans, sous le titre The 20th Anniversary Compilation (2019).

## Discographie

### Albums studio
- 1999 : Final Approach
- 2001 : Paradox
- 2003 : Advance Into Unknown
- 2005 : Mind Over Matter
- 2006 : Final Approach (Totally Recharged)
- 2006 : Paradox (Totally Recharged)
- 2007 : Compendium
- 2009 : In the Eye of the Beholder
- 2010 : Compendium 2
- 2011 : The Great Illusion
- 2013 : Phenomena (63e place des charts allemands[3])
- 2014 : The 20th Anniversary Compilation
- 2015 : Heavenly Symphony
- 2015 : Memorandum (81e place des charts allemands[3])
- 2015 : In Motion (Live in Berlin)
- 2018 : Future Tense (28e place des charts allemands[3])
- 2019 : The 25th Anniversary Compilation
- 2022 : Transcendent (35e place des charts allemands[3])

### EP
- 2002 : Final Assault – The Remix-War
- 2004 : Cause and Effect
- 2006 : Final Assault (Totally Recharged)
- 2009 : Rise and Fall
- 2009 : Immortal
- 2013 : Trial and Error
- 2018 : Crash and Burn
- 2022 : Every Now and Then
- 2022 : Wonderland

### Cassettes
- 1996 : Risque De Choc Electrique
- 1998 : Death in Small Doses